# Breckenridge (Missouri)
Breckenridge és una població dels Estats Units a l'estat de Missouri. Segons el cens del 2000 tenia 454 habitants.

## Demografia
Segons el cens del 2000, Breckenridge tenia 454 habitants, 191 habitatges, i 123 famílies. La densitat de població era de 318,7 habitants per km².
Dels 191 habitatges en un 30,9% hi vivien nens de menys de 18 anys, en un 45,5% hi vivien parelles casades, en un 13,1% dones solteres, i en un 35,6% no eren unitats familiars. En el 31,4% dels habitatges hi vivien persones soles el 12% de les quals corresponia a persones de 65 anys o més que vivien soles. El nombre mitjà de persones vivint en cada habitatge era de 2,38 i el nombre mitjà de persones que vivien en cada família era de 3,02.
Per edats la població es repartia de la següent manera: un 28,6% tenia menys de 18 anys, un 8,1% entre 18 i 24, un 27,8% entre 25 i 44, un 22% de 45 a 60 i un 13,4% 65 anys o més.
L'edat mediana era de 34 anys. Per cada 100 dones de 18 o més anys hi havia 102,5 homes.
La renda mediana per habitatge era de 23.625 $ i la renda mediana per família de 28.750 $. Els homes tenien una renda mediana de 24.712 $ mentre que les dones 14.464 $. La renda per capita de la població era de 12.468 $. Entorn del 13,7% de les famílies i el 23,2% de la població estaven per davall del llindar de pobresa.

## Poblacions més properes
El següent diagrama mostra les poblacions més properes.